# 横浜光ボクシングジム
横浜光ボクシングジム（よこはまひかりボクシングジム）は、神奈川県横浜市鶴見区佃野町に在る日本プロボクシング協会及び神奈川拳志会加盟のジムである。

## 概要
元OBF東洋フェザー級王者の関光徳が自身の現役時代の所属先で東京都港区新橋に在った新和ジム（新和拳）を若松巌から継承。品川区の大井町駅周辺に移転しセキジムを経て、1995年4月横浜市の現住所に移転し現名称となり充実した設備を誇るようになった。2008年に関が死去した後は、ボクシングファンの実業家であった宮川和則が2011年5月7日に死去するまで会長を務めた。現在は元所属選手の石井一太郎が会長を務める。
帝拳プロモーションの重要なビジネスパートナーである（「ダイナミックグローブ」など帝拳プロモート下で興行を打っている。）。

## 選手

### 歴代世界王者
- 畑山隆則（WBAスーパーフェザー級、ライト級）
- 新井田豊（WBAミニマム級）
- 李冽理（WBAスーパーバンタム級）
- 伊藤雅雪（WBOスーパーフェザー級、在位中の2019年5月22日付で伴流ジムより移籍[2]）

### 主な現役選手
- 三代大訓（第44代OPBF東洋太平洋スーパーフェザー級王者、現日本ライト級王者）
- チャールズ・ベラミー（ウェルター級日本ランカー）
- 坂井祥紀（第57代日本ウェルター級王者。元WBCスーパーライト級ユース王者）
- 鈴木なな子（第5代日本女子ミニマム級王者）
- 藤田炎村（第45代日本スーパーライト級王者）
- 堀池空希（OPBF東洋太平洋シルバースーパーライト級王者）

### 引退した主な選手
- 木村登勇（元日本スーパーライト級王者）
- 石井一太郎（元東洋太平洋・日本ライト級王者）：現会長
- 赤穂亮（第32代東洋太平洋スーパーフライ級王者、第71代日本バンタム級王者）
- 松永宏信（元WBOアジアパシフィックスーパーウェルター級王者、第39代日本スーパーウェルター級王者）
- 金子大樹（第44代日本スーパーフェザー級王者）
- 千葉開（第52代東洋太平洋バンタム級王者）
- 池原繁尊（フライ級日本ランカー）
- 胡朋宏（第57代日本ミドル級王者）
- 臼井欽士郎（バンタム級元日本ランカー）
- 望月直樹（フライ級日本ランカー）
- 高橋竜平(2014年バンタム級全日本新人王、元IBFパンパシフィックスーパーバンタム級王座 )